# Coenosia varioflava
Coenosia varioflava är en tvåvingeart som beskrevs av Willi Hennig 1952. Coenosia varioflava ingår i släktet Coenosia och familjen husflugor. Inga underarter finns listade i Catalogue of Life.